# Tre Ville
Tre Ville är en kommun i provinsen Trento i regionen Trentino-Sydtyrolen i Italien. Kommunen hade 1 396 invånare (2018).
Kommunen Tre Ville bildades den 1 januari 2016 genom en sammanslagning av de tidigare kommunerna Montagne, Preore och Ragoli.